# Okres Mikulov
Okres Mikulov (Mikołów; polsky Powiat mikołowski) je okres v polském Slezském vojvodství. Rozlohu má 233,06 km² a v roce 2023 zde žilo 99 812 obyvatel. Sídlem správy okresu je město Mikulov.

## Gminy
Městské:
- Łaziska Górne
- Mikulov
- Orzesze

Vesnické:
- Ornontowice
- Wyry

## Města
- Łaziska Górne
- Mikulov
- Orzesze

## Sousední okresy
| Růžice kompasu | Gliwice  |               |  | Růžice kompasu |
| Růžice kompasu | Rybnik   | Sever         |  | Růžice kompasu |
| Růžice kompasu | Rybnik   | Okres Mikulov |  | Růžice kompasu |
| Růžice kompasu | Rybnik   | Jih           |  | Růžice kompasu |
| Růžice kompasu | Pszczyna |               |  | Růžice kompasu |